# Дирмштайн
Дирмштайн (нем. Dirmstein) — община в Германии, в земле Рейнланд-Пфальц.
Входит в состав района Бад-Дюркхайм. Подчиняется управлению Грюнштадт-Ланд. Население составляет 2948 человек (на 31 декабря 2010 года). Занимает площадь 14,68 км².

## Города-побратимы
- Нойёттинг, Германия
- Мёдлинг, Австрия